# Кучето на Павлов
Кучето на Павлов е експеримент, извършен от руския учен Иван Петрович Павлов, довел след себе си до откриването на класическото кондициониране.
Павлов извършва серия експерименти с кучета. Целта му била да разкрие връзката между слюноотделянето и храносмилането. Павлов установил, че при определени условия се провокира слюноотделяне, но то може да бъде предизвикано не само от визуално възприемане на храната, но и от представата за нея. 
В условията на експеримента, кучето на Павлов редовно, т.е. многократно е хранено при едни и същи условия като режим – време, място, лице от което получава дажбата си, включително пристигането на храната на животното е съпътствано от включването на звуков и/или светлинен индикатор. Кучето на Павлов първо чува стъпките на човека, който му носи дажбата, после го визуализира и свързва със звука и/или светлината, след което следва дажбата. При редовно хранене при идентични външни и съпътстващи условия, Павлов установява че слюнкоотделянето при кучето се дължи вече не на визуализацията на храната, а на представата за нея асоциирана с всичко съпътсващо я като условия по отношение на време, място, начин и т.н. Преди хранене, кучето на Павлов още преди да види дажбата си започва да слюнкоотделя, което е придружено с характерните в случая гърчове на животното.
Павлов разграничава при експеримента си следните компоненти – безусловен стимул (храна), последван от слюнкоотделяне (безусловен отговор), който може да бъде предизвикан дори само от един звук като светлинен сигнал (неутрален стимул), т.е. от нищо свързано с храна. Това явление при живите организми, Павлов нарича условен рефлекс.
През 1927 г. с кучето на Павлов е направен още по-силен експеримент в тази насока. Редовно след определено хранене на животното му е инжектиран морфин, следствие на което кучето повръща дажбата. Един ден, вместо морфин на кучето на Павлов е инжектиран безвреден физиологичен разтвор, но въпреки това животното повръща храната.
Този пореден експеримент се счита за раждане на плацебо-ноцебо изследванията във фармакологията и по-специално в хомеопатията.  В социалната психология със синдрома на кучето на Павлов се означават първосигналните действия при индивидите, основани не на интелекта и знанието, а на асоциацията.